# Bushnell (Floryda)
Bushnell – miasto w Stanach Zjednoczonych, w stanie Floryda, siedziba administracyjna hrabstwa Sumter.